# Časová osa války v Pásmu Gazy
Toto je časová osa války v Pásmu Gazy. Ta začala 7. října 2023 útokem palestinských ozbrojených skupin proti civilním i vojenským objektům v Izraeli. Na to odpověděly Izraelské obranné síly (IOS) leteckými údery v Pásmu Gazy. Během dalších dnů se do bojů s IOS kromě Hamásu a Palestinského islámského džihádu zapojil z libanonského území i Hizballáh.

## Západní břeh Jordánu

### Říjen

#### Čtvrtek 19. října
Více než 60 členů Hamásu bylo zajištěno při zatýkací akci na Západním břehu Jordánu včetně mluvčího hnutí na Západním břehu Hassana Jusefa. Minimálně 6 Palestinců bylo zabito při střetech s izraelskými vojáky v uprchlickém táboře Nour Šams na Západním břehu.

#### Neděle 22. října
IOS provedly nálet na mešitu v uprchlickém táboře v Džanínu, při kterém zahynuli 2 lidé. Další 3 byli zabiti při izraelských útocích na dalších místech na Západním břehu. V oblasti dosud zahynulo 103 osob, 1 400 bylo zraněno.

### Listopad

#### Středa 1. listopadu
Podle ISW bylo na Západním břehu Jordánu zaznamenáno několik ozbrojených střetů mezi IOS a palestinskými ozbrojenci. Při razii v Džanínu izraelské bezpečnostní síly zatkly generálního tajemníka Fatahu Ata Abú Ramila, spolu s ním bylo zatčeno dalších 46 osob napojených na Hamás a další palestinské ozbrojené skupiny.

#### Čtvrtek 2. listopadu
V Džabě se izraelské jednotky střetly s příslušníky Jeruzalémských brigád. V Džalazone se Izraelci střetli s příslušníky Brigád mučedníků Al-Aksá. K dalším střetům došlo při zatýkání a zabavování zbraní v Bitunii.

#### Pátek 3. listopadu
Příslušníci Brigád mučedníků Al-Aksá zaútočili na izraelské jednotky poblíž Túlkarimu. Při zatýkací razii izraelských bezpečnostních složek došlo ke střetu s palestinskými ozbrojenci v uprchlickém táboře v Džanínu.

#### Úterý 7. listopadu
V okolí Džanínu a Tulkarmu na Západním břehu došlo k dalším střetům mezi palestinskými ozbrojenými skupinami a jednotkami izraelské armády. Brigády mučedníků Al-Aksá provedly několik útoků na jednotky IOS jako odvetu za zabití nejméně 3 palestinských bojovníků při izraelském náletu 6. listopadu v Tulkarmu. Útoky palestinských skupin proběhly ve stejnou dobu, což naznačuje, že mezi palestinskými skupinami probíhá koordinace útoků.

### Leden

#### Úterý 30. ledna
Příslušníci izraelských speciálních jednotek převlečení za lékaře a zdravotníky pronikli do nemocnice v Dženínu na Západním břehu Jordánu, kde zlikvidovali 3 příslušníky palestinských militantních skupin.

## Izraelsko-syrská hranice

### Říjen 2023

#### Úterý 24. října
Izraelské letectvo podniklo nálet na infrastrukturu a minometná odpalovací zařízení syrské armády poté, co byly ze syrské strany odpáleny dvě rakety směrem na Golanské výšiny.

#### Neděle 29. října
Podle tvrzení syrských opozičních médií IOS zaútočily na pozice syrské armády a proíránských milicí v oblasti syrské Kunejtry jako odpověď na ostřelování Golanských výšin.

#### Pondělí 25. prosince
Při izraelském leteckém úderu poblíž Damašku byl zabit vysoký důstojník íránských Revolučních gard generál Razi Músáví. Ten byl zodpovědný za koordinaci vojenských aktivit mezi Sýrií a Íránem. Zapojen byl i do dodávek zbraní např. Hizballáhu. Podle Íránu... sionistický režim za tento zločin zaplatí.

### Leden

#### Pondělí 22. ledna
Hizballáh ve svém prohlášení přiznal, že od začátku války ztratil v Sýrii v důsledku izraelských útoků 16 svých příslušníků.

### Březen

#### Pátek 1. března
Příslušník íránských Islámských revolučních gard Reza Zarej byl zabit při bombardování v syrském přístavním městě Banias. Íránská tisková agentura SANA připsala útok Izraeli. Podle Syrské observatoře pro lidská práva byli při útoku zabiti další dva cizinci.

### Duben

#### Pondělí 1. dubna
Během raketového útoku na íránský konzulát v syrském Damašku zahynulo 7 příslušníků íránských Revolučních gard, včetně generálů Mohammada-Rezi Zahediho a Mohammada-Hadi Haji Rahimiho působících jako vojenští poradci v Sýrii. Sýrie a Írán z útoku obvinili Izrael. Jak Írán, tak Íránem podporovaný Hizballáh pohrozili Izraeli tvrdou odvetou.

### Září

#### Pondělí 9. září
Podle oficiální syrské agentury SANA bylo v neděli večer 8. září při leteckém útoku zasaženo několik vojenských objektů v centrální části Sýrie. SANA z útoku, při kterém bylo zabito 14 osob, 43 zraněno a při kterém došlo k rozsáhlým požárům obvinila Izrael. Zasažené objekty jsou spojovány s výrobou chemických zbraní a přesných raket provozovaných syrskou a íránskou armádou.

#### Čtvrtek 12. září
Podle zprávy televize provozované syrskou opozicí provedla izraelská armáda před leteckým útokem 8. září na vojenské výzkumné středisko provozované Islámskými revolučními gardami (IRGC) v oblasti Masyaf pozemní výsadek. Během ozbrojeného střetu bylo zabito několik Syřanů a 2 až 4 Íránci byli uneseni. Příslušníci izraelské speciální jednotky odnesli vybavení a dokumentaci a následně položili výbušniny a zařízení zničili. Izraelské letectvo bombardovalo přístupové cesty, aby zamezilo syrským jednotkám dostat se do prostoru. Mezi zasaženými objekty bylo dle syrské opozice i ruské komunikační centrum.
Podle prohlášení vydaného IOS zasáhly izraelské letouny dva útoky v okolí Kunejtry a al Rafídu v jižní Sýrii. Poblíž Kunejtry byl zabit Ahmed al-Džbera, operativec Hizballáhu, poblíž al Rafídu byl při útoku zabit dle IOS operativec provádějící činnost proti Izraeli a ve spolupráci s Íránem.

#### Pátek 20. září
Podle Syrské observatoře pro lidská práva byl během leteckého útoku na předměstí syrského hlavního města Damašku zabit Abú Hajdár al-Chafájí, významný příslušník irácké ozbrojené skupiny Brigády Hizballáhu. Další člen této organizace byl zraněn.

### Říjen 2024

#### Středa 2. října
Podle syrské tiskové agentury SANA zahynuli při izraelském bombardování Damašku 3 civilisté a další 3 byli zraněni. Mezi zabitými byl i Hassan Džaafar al-Qasir, zeť Hassana Nasralláha.

#### Pondělí 14. října
IOS ve svém prohlášení oznámily, že zachytily 2 bezpilotní letouny mířící ze Sýrie do Izraele. Podle IOS byly sestřeleny izraelskými letadly ještě před vstupem do izraelského vzdušného prostoru.

### Listopad 2024

#### Pátek 8. listopadu
Katar rezignoval na roli zprostředkovatele jednání mezi Hamásem a Izraelem.

## Libanon

### Březen 2025
Ve dnech 22. a 28. března byly z jižního Libanonu podniknuty dva raketové útoky na Izrael. Po konsolidaci libanonské vlády, sestavené v únoru 2025 pod předsednictvím Nawáfa Saláma, libanonské bezpečnostní složky chrání suverenitu země a zasahují proti teroristům nejrůznější orientace. Čtyři příslušníci teroristického hnutí Hamás byli zatčeni 3. května, další čtyři, kteří byli rovněž identifikováni jako strůjci útoků, se skryli v palestinských utečeneckých táborech. Podle libanonského zdroje velení Hamásu existenci teroristické buňky potvrdilo, avšak uvedlo, že jednala samostatně a její akce nebyla v souladu s politikou Hamásu.

### Související článek
- Izraelská invaze do Libanonu 2024